# 达察·阿旺班垫曲吉坚参
达察·阿旺班垫曲吉坚参（藏語：ངག་དབང་དཔལ་ལྡན་ཆོས་ཀྱི་རྒྱལ་མཚན་，威利转写：ngag dbang dpal ldan chos kyi rgyal mtshan；1855年—1886年）藏族，山南雅砻地方人，第十世（计追认）达察活佛。

## 生平
藏历木兔年（1855年）生于山南雅砻地方。咸丰八年（1858年），经金瓶掣签认定为上一世达察活佛的转世灵童。后坐床正式继任达察活佛。他曾经担任过十二世达赖的经师。十二世达赖圆寂后，清廷批准他出任西藏摄政，任职12年。光绪五年（1879年），光绪帝降旨予以嘉奖：“谕吉咙呼图克图，自派尔呼图克图办理商上事务以来，广阐黄教，训诲众僧，于一切事务，悉代逹賴喇嘛办理妥善，并率领藏中各寺喇嘛品德巴喇克等，勤唪经卷，虔心祈祷，寻获逹賴喇嘛之呼毕勒罕，询属可嘉。朕深忻悦。”
藏历火狗年（1886年），达察·阿旺班垫曲吉坚参在拉萨圆寂，享年32岁。